# Гырма Уольде-Гиоргис
Гырма Уольдэ-Гийоргис Лука (англ. Girma Wolde-Giorgis Lucha, амх. ግርማ ወልደ ጊዮርጊስ / Gərma Wäldä Giyorgis; 28 декабря 1924, Аддис-Абеба, Эфиопия — 15 декабря 2018, там же) — президент Эфиопии с 8 октября 2001 по 7 октября 2013 года. Принадлежал к народу оромо.

## Образование
- В 1944 году окончил Военную академию Oletta как мичман.

## Политическая карьера

### Начало
- Стал помощником учителя в воздушной навигации и управления полётами в 1948 году
- Стал генеральным директором министерства торговли, промышленности и планирования в 1951 году.
- Стал главой гражданской авиации Эритреи в 1955 (Эритрея, в то время, была федеративной)
- Вступил в должность генерального директора эфиопской гражданской авиации в 1957 году и член правления Эфиопские авиалинии, с того же года.
- Член Эфиопского парламента в 1961 году
- Избран спикером парламента в течение трёх лет подряд.
- Был Менеджером импорта и экспорта предприятия IMPEX.
- Занимал должность заместителя комиссара в «программе мира» составленной в 1977 году, для урегулирования эритрейской проблемы мирным путём.
- Стал членом Палаты народных представителей Федеративной Демократической Республики Эфиопия ФДРЭ после победы в округе Бечо, в качестве независимого кандидата во второй тур выборов в 2000 году.

### Президент
Был избран президентом 8 октября 2001 года, по единогласному голосованию в эфиопском парламенте. Преимущество во власти принадлежит премьер-министру. Президент избран на шестилетний срок. Был переизбран на второй срок 9 октября 2007 года.

## Опыт работы в неправительственных офисах
1965—1974:
- Член правления эфиопской торговой палаты.
- представитель австралийской торговой миссии в Эфиопии.
- Основатель и директор сельскохозяйственного общества Ghibe.
- Основатель и директор Keffa и Illubabor лесоматериалов перерабатывающей промышленности.

до 1990 (Эритрея):
- Президент эфиопского Красного Креста отделения Общества и Эритреей (Асмэра).
- Совет Президента Cheshire Home.
- Управляющий директор Лепра организация управления.

После 1990 (Эфиопия):
- член правления Эфиопского Красного Креста и глава ее Международного отдела логистики.
- работал в экологической ассоциации защиты под названием Lem Ethiopia, выступал в качестве вице-президента Совета Ассоциации.
- присутствовал на Глобальном конвенте мира в 2010 году в Кении, организованном Мун Хён Джином, сыном Мун Сон Мёна[1].

## Знание языков
Говорил на языках оромо, тигринья, амхарском, итальянском, английском, французском.

## Смерть
Умер от естественных причин 15 декабря 2018 года, за 13 дней до своего 94-летия.